# خال‌خالی‌های اصلی
خال‌خالی‌های اصلی (نام علمی: Scombrini) نام یک تبار از تیره تون‌ماهیان است.